# España trágica
España trágica es la segunda novela de la serie final de los Episodios nacionales de Benito Pérez Galdós, escrita en Madrid en marzo de 1909, y publicada ese mismo año.
Continúa este episodio el enjambre histórico de la España de 1869, definida como la España «entre dos tríadas» por el personaje protagonista conductor de la trama, Vicente Halconero, bibliófilo y tímido como el propio Galdós: 

Casi todo el dinero que la hermosa Lucila destinaba al bolsillo particular de su primogénito, disipábalo este en un tabuquito de la Carrera de San Jerónimo, la humilde librería que las manos de Monnier transmitieron a las de Durán, y de estas había de pasar después a las de Fernando Fe, constituyendo en tan mezquino y obscuro local una especie de aduana por donde recibíamos la importación de cultura europea. (...) Parroquiano constante de Durán fue Vicente Halconero, que completaba el gusto de adquirir libros con el honor de encontrar en la menguada ermita o cuchitril aduanero a Castelar o a Cánovas del Castillo, arrimados al estante bajo de la izquierda conforme entrábamos; a Campoamor, a Echegaray, a Gabriel Rodríguez, a don Francisco Canalejas, o bien a Pi y Margall, Giner de los Ríos, Alcántara, Calderón y otros muchos que estaban en los medios o en los principios de la fama. (...) Las primeras borracheras las tomó el neófito con Víctor Hugo, que en verso y prosa le entusiasmaba y enloquecía. Vino luego Lamartine con sus dramáticosGirondinos; siguieron Thiers con El Consulado y el Imperio, y Michelet con sus admirables Historias. En su fiebre de asimilación empalmaba la Filosofía con la Literatura, y tan pronto se asomaba con ardiente anhelo a la selva encantada de Balzac, La comedia humana, como se metía en el inmenso laberinto de Laurent, Historia de la Humanidad. (...) Impelido por intensa curiosidad, dedicose el incipiente lector a los maestros alemanes. Devoró a Goethe y Schiller; se enredó luego con Enrique Heine,Atta Troll, Reisebilder, y por esta curva germánica volvió a Francia con Teófilo Gautier, Janin, Vacquerie, que le llevaron de nuevo a la espléndida flora de Víctor Hugo. Mayores estímulos de sed ardiente le empujaron hacia Rousseau y Voltaire, de donde saltó de un brinco a las constelaciones de la antigüedad clásica, Homero, Virgilio, Esquilo, el cual, como por la mano, le condujo hacia el espléndido grupo estelario de Shakespeare, Otelo, Hamlet, Romeo y Julieta. De aquí, por derivaciones puramente caprichosas, fue a parar a Jorge Sand, Enrique Murger y al desvergonzado Paul de Kock. El espíritu del neófito se remontó de improviso, requiriendo arte y emociones de mayor vuelo. Releyó historias y poemas, y buscando al fin con la belleza la amargura que a su alma era grata, se refugió en Werther como en una silenciosa gruta llena de maravillas geológicas, y ornada con arborizaciones parietarias de peregrina hermosura.
Capítulo I (Galdós, 1907)

Más allá de las pasiones intelectuales, Galdós continúa aprovechando la descripción del periodo histórico que el mismo vivió como periodista, para afinar su pluma con observaciones ingeniosas:

“Los federales de aquel tiempo, como todo partido español avanzado, padecían ya el mal de miopía, o sea el ver de cerca mejor que de lejos. Jamás apoyaban a sus afines; en estos veían el enemigo próximo, y cerraban contra él, descuidados del enemigo lejano, que era en verdad el más temible...”
Capítulo XIII (Galdós, 1907)

El episodio, además, lleva a la literatura sucesos teatralmente trágicos aunque reales, como a muerte del infante don Enrique de Borbón en un duelo con el duque de Montpensier, o el asesinato del general Prim, todo ello en un escenario que pocos dominaron como Galdós: el Madrid de entresiglos.

Ramón Cala, muy sereno, dijo a Vicente: «Esto pasa una noche sí y otra también. No salga de aquí si tiene miedo». Ofendió al joven que Cala le supusiera medroso, y sacando su revólver salió a ver la batalla, o a tomar parte en ella si era menester. Los hombres que antes vio, y otros que parecían vendedores del Mercado estaban en la calle, y enredados con la gente de la Porra, llovían garrotazos y mojicones. Parecería batalla de chicos si los disparos de revólver que de una y otra parte se hacían no encendieran y agravaran la pelea. En retirada iban los porros, unos hacia la calle de las Beatas, otros escabulléndose por entre los cajones de la plaza. En la parte baja de esta, hacia la calle de Isabel la Católica, se avivó la lucha, con tiroteo de escopeta y gran carga de palos. Desde la travesía del Conservatorio tronaron los trabucos, y la patulea, viendo cortado aquel agujero de escape, tiró en busca de otro por la calle del Rosal. Nuevos trabucazos, desde la calleja de San Cipriano, asustaron más a los fugitivos, que ya no corrían, volaban. Bueno es decir que si algún trabucaire cargaba su arma con postas y clavos, los más de ellos tiraban con pólvora sola. Paúl dejó el retaco, y apaleó a cuantos cogía por delante entre el Mercado y la redacción, pues los porros más aturdidos emprendieron la fuga por el escalerón de la travesía de la Parada.
Capítulo XXIV (Galdós, 1907)